# Ihastjärvi
Ihastjärvi är en sjö i kommunen S:t Michel i landskapet Södra Savolax i Finland. Sjön ligger 104 meter över havet. Arean är 1,42 kvadratkilometer och strandlinjen är 11,15 kilometer lång. Sjön  ingår i Kymmene älvs huvudavrinningsområde.   Den ligger omkring 17 kilometer norr om S:t Michel och omkring 220 kilometer nordöst om Helsingfors. 
I sjön finns öarna Pienetsaaret, Isosaari, Selkäsaari, Heinäsaari och Kalliosaari. 